# 安福又四郎商店
株式会社安福又四郎商店（やすふくまたしろうしょうてん）は、兵庫県神戸市東灘区御影塚町に本社を置く酒造メーカー。

## 概要
1751年（宝暦元年）創業で灘五郷の一つ、御影郷で造られる日本酒の蔵元。兵庫県産の酒米を主原料とし、全て手作りでの生産にこだわる。仕込水は、灘の銘水「宮水」を使用して酒造りをし、最盛期には年間2万石（一升瓶200万本）を出荷する灘地区でも大手の蔵元だった。1995年（平成7年）1月17日に発生した阪神淡路大震災の影響で木造蔵が全壊、最盛期の1％しか生産が出来ず廃業寸前だった。2013年から白鶴酒造の協力を得て、蔵を借りての少量醸造だが、昔ながらの製造方法でつくり続けている。代表銘柄は、『大黒正宗（だいこくまさむね）』。

## 沿革
- 1751年（宝暦元年） - 安福又四郎商店創業
- 1912年（明治45年） -「大黒正宗」を商標登録
- 1945年（昭和20年） - 株式会社安福又四郎商店設立
- 1995年（平成7年）1月17日 - 阪神大震災で被災、木造蔵が全壊、残った鉄筋蔵で醸造を続ける
- 2002年（平成14年） - 平成14酒造年度、全国新酒鑑評会入賞[1]
- 2013年（平成25年） -鉄筋蔵が老朽化のため、2013年に解体
- 2013年（平成25年）10月 - 白鶴酒造本店二号蔵で設備を借りて醸造を継続[2]
- 2017年（平成29年）9月15日 - 灘の酒フェスティバル2017in銀座に出店[3]
- 2019年（令和元年）5月1日 - WEB SHOPをオープン
- 2019年（令和元年）5月1日 - 安福又四郎商店のHP開設